# Baikalsk
Baikalsk (russisch Байка́льск; wiss. Transliteration Bajkalʹsk) ist eine Stadt in der ostsibirischen Oblast Irkutsk (Russland) mit 13.583 Einwohnern (Stand 14. Oktober 2010).

## Geographie
Baikalsk liegt am Südufer des Baikalsees an der Mündung des Flüsschens Solsan, am Nordrand des Chamar-Daban, gut 80 Kilometer (Luftlinie) südlich der Oblasthauptstadt Irkutsk.
Die Stadt gehört zum Rajon Sljudjanka, dessen Verwaltungszentrum Sljudjanka gut 30 Kilometer entfernt in nordwestlicher Richtung liegt.

## Geschichte
Die eigentliche Stadt entstand 1961 (gilt als Gründungsjahr) an Stelle eines zuvor existierenden Dorfes im Zusammenhang mit der Errichtung eines Zellulose- und Papierwerkes am Ufer des Baikalsees. Das Werk nahm seinen Betrieb 1965 auf; dem Ort wurde 1966 der Stadtstatus verliehen.

### Bevölkerungsentwicklung
| Jahr | Einwohner |
| ---- | --------- |
| 1959 | 1.200     |
| 1970 | 13.319    |
| 1979 | 15.496    |
| 1989 | 16.406    |
| 2002 | 15.727    |
| 2010 | 13.583    |

Anmerkung: Volkszählungsdaten (1959 gerundet)

## Kultur und Sehenswürdigkeiten
Südlich der Stadt liegt ein gut erschlossenes alpines Skigebiet am etwa 1300 Meter hohen Berg Sobolinaja (Zobelberg) mit gewöhnlicher Schneesicherheit von November bis in den Mai. Weiter südlich erheben sich die Berge des Chamar-Daban bis über 2100 Meter; Baikalsk ist einer der Ausgangspunkte für Touren in das Gebirge.

## Wirtschaft und Infrastruktur

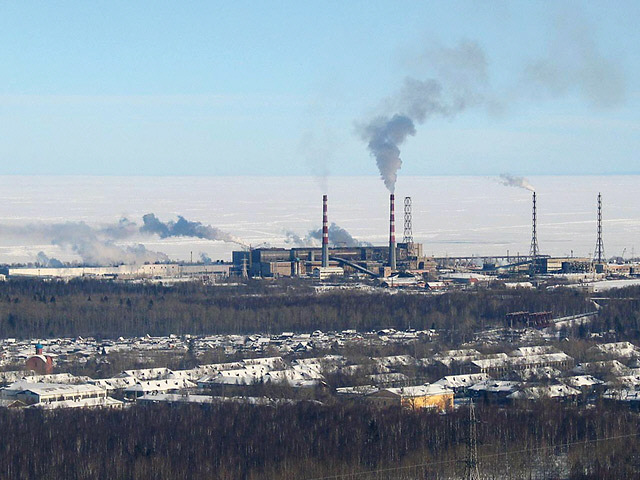
Zellulosewerk mit dem zugefrorenen Baikalsee

Stadtbildendes Unternehmen war das Baikal-Zellulose-und-Papier-Kombinat (Baikalski zelljulosno-bumaschny kombinat) einige Kilometer östlich der Stadt, in dem etwa jeder vierte Einwohner direkt beschäftigt war. Das Werk galt als größter Verschmutzer des zum UNESCO-Weltnaturerbe gehörenden Baikalsees. Die Schließung der Fabrik erfolgte im Dezember 2013. Ein kleiner Teil der Anlage wird noch zur Erzeugung von Warmwasser und Fernwärme für die Ortschaft genutzt. Die Anzahl der Einwohner in Baikalsk geht aufgrund der Schließung zurück.
Baikalsk liegt an der Transsibirischen Eisenbahn (Stationsname Baikalsk-Passaschirski; Streckenkilometer 5346 ab Moskau). Ein weiterer Bahnhof mit Werkbahnanschluss befindet sich beim Zellulosekombinat. Durch die Stadt führt die Fernstraße M55 Irkutsk – Ulan-Ude – Tschita.